# 粛軍演説

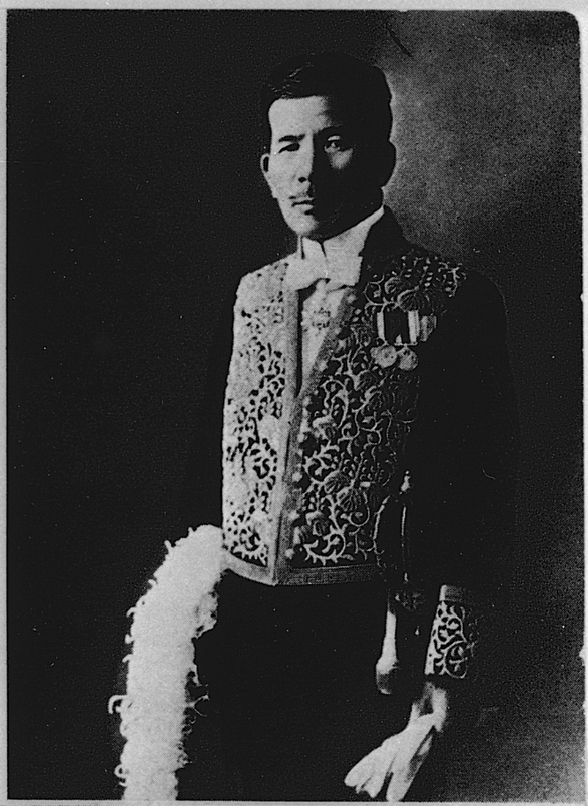
斎藤隆夫

粛軍演説（しゅくぐんえんぜつ）は、1936年（昭和11年）5月7日に帝国議会の衆議院で斎藤隆夫が行った演説。「粛軍に関する質問演説」ともいう。

## 概要
寺内寿一陸軍大臣に対する質問演説。「革新」の実体の曖昧さを突き、広田内閣の国政改革の大要の質問を行った後、軍部革正（粛軍）を軍部に強く要請すると同時に議会軽視の傾きのあった軍部への批判演説である。
苟も立憲政治家たる者は、国民を背景として正々堂々と民衆の前に立って、国家の為に公明正大なる所の政治上の争を為すべきである。裏面に策動して不穏の陰謀を企てるが如きは、立憲政治家として許すべからざることである。況や政治圏外にある所の軍部の一角と通謀して自己の野心を遂げんとするに至っては、是は政治家の恥辱であり堕落であり、（ここで拍手）又実に卑怯千万の振舞であるのである。
演説では二・二六事件を真正面から取り上げ、青年軍人の右傾化と軍人の政治介入を批判するとともに、五・一五事件に対する軍の対応が事件の遠因となったのではないかと指摘した。青年軍人たちの視野はあまりに単純で、視野が狭く、問題が簡単に解決すると思っている。そしてこれまで何度もクーデター計画が発覚しているのに、軍当局は厳正に処罰しなかった。それが青年軍人たちが起こした大事件を引き起こしたと訴えたのだ。
また、軍人の横暴に対する国民の怒りについても触れた。それらが大きな声になっていないのは、「言論の自由が拘束せられている今日の時代において、公然これを口にすることはできない」からだと述べた。戦争の渦に突き進み、心ではそう思っているのに口では違うことを言わなければいけない時代にあって、帝国議会にはまだ自由があった。斎藤はそれを最大限に用いようとしたのだ。
さらに、軍部批判にとどまらず、軍部に擦り寄っていく政治家に対しても強烈な批判を浴びせている。政治家たちの中には軍部と結託し、自らの野心を遂げようとする者がいる。それは「政治家の恥辱であり、堕落」だと。
この演説は1時間25分に及ぶ長演説となった。

斎藤は、『回顧七十年』で
「都下の大新聞はいずれも第一面全部にそれぞれ大文字の標題を掲げ、私の演説中の粛軍に関する速記を満載して、議会未曽有の歴史的大演説であると激賞した」
といくつかの報道を紹介している。そして
「私は死すとも、この演説は永くわが国の憲政史上に残ると思えば、私は実に政治家としての一大責任を果したる心地がした」
と感想を述べている。